# Prototesto
Nella scienza della traduzione, il prototesto indica il testo da tradurre in un'altra lingua, al fine di produrre il metatesto; il testo dalla cui analisi incomincia il processo traduttivo.
Definito da Anton Popovič "soggetto di continuità intertestuale, testo originale, modello primario", rappresenta la base delle manipolazioni testuali di secondo livello.
Il fatto di nascere quale singolo testo rende il prototesto unico e irripetibile; tra i suoi elementi più importanti, l'invariante della cultura di origine.

## Analisi del prototesto
Nei manuali di traduzione contemporanei a Popovič si dava soprattutto attenzione alla comprensione, all'interpretazione e alla riutilizzazione del prototesto.
Era anche preoccupazione comune indagare sugli errori di lettura, capire il contesto, individuare l'invariante e gli altri aspetti del prototesto.
Dal momento che appartiene a una cultura specifica, il traduttore  deve tenere in considerazione gli elementi culturali presenti nel testo, il tema trattato, i realia, e in un secondo momento decidere se fare una traduzione accettabile o soddisfacente.
In base all'ermeneutica, la conoscenza dell'opera non è un processo globale ma graduale, alla cui origine stanno le informazioni fattuali sul testo. Si riescono così a cogliere e correlare tutti i singoli elementi, anche se l'attenzione è concentrata sull'organizzazione del testo. Conoscere il testo non ha però come unico compito descrivere i singoli fenomeni rilevati al suo interno, ma anche definire il modo in cui gli elementi fondamentali interagiscono e partecipano alla struttura testuale unitaria. Quest'unità di studio può essere compresa anche grazie al contesto culturale dell'opera, che si riflette nella struttura del testo che si traduce.
Tra il prototesto e il metatesto ci può essere una differenza in termini culturali nello spazio, in quanto il prototesto è scritto in un linguaggio che è differente dalla lingua ricevente, e nel tempo, perché i due testi potrebbero non essere stati scritti nello stesso momento storico. Quando i traduttori lavorano su un testo di un autore contemporaneo fanno una traduzione sincronica, perché il tempo del prototesto coincide con quello del metatesto; al contrario, quando traducono un autore non contemporaneo, devono prestare molta attenzione alle differenze temporali e attualizzare il passato, cosicché il testo possa essere accessibile a un lettore moderno. Secondo Popovič, un traduttore dovrebbe prima di tutto analizzare la struttura, il linguaggio, il tema, le caratteristiche stilistiche, la grammatica e l'organizzazione fonetica del prototesto; fino a questo punto, l'analisi non deve differire così tanto da un'analisi generale e non orientata alla traduzione.
Il compimento dell'analisi testuale è la modellizzazione del mondo del testo. Popovič parla anche dell'analisi del prototesto sfruttando un modello comunicativo in cui i singoli aspetti del testo (autore, ricevente, testo, gruppo di testi e realtà) sono interrelati. Esistono diverse opposizioni che modellizzano il testo a seconda della dominante prevalente. Popovič individua diversi tipi di opposizioni (raffigurative, logopoietiche, eccetera) e ritiene che la loro identificazione contribuisca a scoprire più in profondità l'organizzazione interna del testo. Altro aspetto importante nell'analisi del prototesto è il genere testuale, che funge da accordo comunicativo fra emittente e ricevente. Le convenzioni di genere presuppongono delle aspettative sul genere testuale, e il traduttore deve tenerne conto poiché possono esistere diversità tra i generi della cultura emittente e di quella ricevente. Il genere del prototesto è perciò vincolante per il traduttore, ma non in maniera assoluta, proprio a causa delle dette differenze.